# فرودگاه اوکایاما
فرودگاه اوکایاما (به انگلیسی: Okayama Airport) یک فرودگاه همگانی با کد یاتا OKJ است که یک باند فرود آسفالت بتن دارد و طول باند آن ۳۰۰۰ متر است. این فرودگاه در شهر اوکایاما کشور ژاپن قرار دارد .

## شرکت‌های هواپیمایی و مقصدهای پروازی

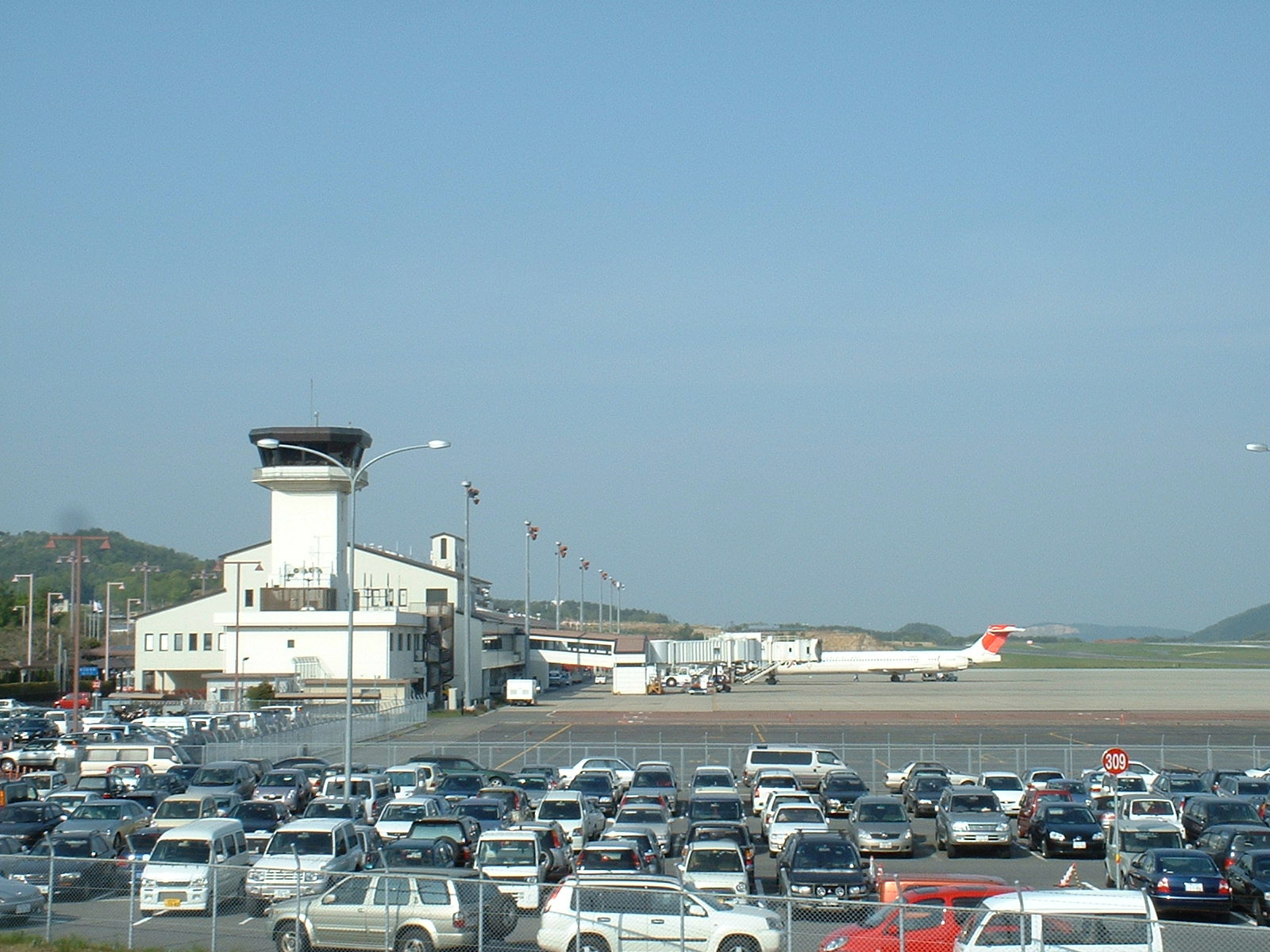
A view of the Okayama Airport terminal and control tower from the parking lot

| شرکت‌های هواپیمایی                            | مقصدهای پروازی  |
| -------------------------------------------- | --------------- |
| ایر دو                                       | نیو چیتوز       |
| آل نیپون ایرویز                              | هانه‌دا          |
| هواپیمایی شرقی چین                           | شانگهای پودنگ   |
| هنگ کنگ ایرلاینز                             | فصلی: هنگ کنگ   |
| خطوط هوایی ژاپن                              | هانه‌دا          |
| خطوط هوایی ژاپن اجرا توسط ژاپن ترانس‌اوشن ایر | ناها            |
| کورین ایر                                    | اینچئون         |
| تایگرایر تایوان                              | تائویوان تایوان |